# Bu-Nao Bunu jezik
Bu-Nao Bunu jezik (bunao, po-nau, punu; ISO 639-3: bwx), mjao-jao jezik iz skupine bunu, kojim govori 258 000 ljudi (McConnell 1995) u kineskoj autonomnoj regiji Guangxi Zhuang i provincijama Guizhou i Yunnan. Etnička Bunao populacija iznosi 439 000 (1982 popis), ali je svega 97 000 monolingualnih, a 100 000 ih govori sjevernim zhuangom kao prvim jezikom.
Postoji nekoliko dijalekata koji su možda i posebni jezici, to su dongnu (tung nu), nunu, bunuo (pu no), naogelao (nao klao), numao (nu mhou, hong yao), cingsui longlin i hontou longlin.
Bunao se vode kao dio nacionalnosti Jao.

## Vanjske poveznice
- Ethnologue (14th)
- Ethnologue (15th)